# Israels præsidenter
Israel har haft ti præsidenter siden staten blev oprettet i 1948.
|     | Navn                       | Indsat            | Afgik             | Parti           |
| --- | -------------------------- | ----------------- | ----------------- | --------------- |
|     | David Ben-Gurion           | 14. maj 1948      | 17. maj 1948      | Mapai           |
| 1.  | Chaim Weizmann             | 17. maj 1948      | 9. november 1952  | Mapai           |
| −   | Yosef Spinzak (fungerende) | 9. november 1952  | 10. december 1952 | Mapai           |
| 2.  | Yitzhak Ben-Zvi            | 10. december 1952 | 23. april 1963    | Mapai           |
| −   | Kadish Luz (fungerende)    | 24. april 1963    | 21. maj 1963      | Mapai           |
| 3.  | Zalman Shazar              | 21. maj 1963      | 24. maj 1973      | Mapai           |
| 4.  | Ephraim Katzir             | 24. maj 1973      | 29. maj 1978      | Arbejderpartiet |
| 5.  | Yitzhak Navon              | 29. maj 1978      | 5. maj 1983       | Arbejderpartiet |
| 6.  | Chaim Herzog               | 5. maj 1983       | 13. maj 1993      | Arbejderpartiet |
| 7.  | Ezer Weizman               | 13. maj 1993      | 12. juli 2000     | Arbejderpartiet |
| −   | Avraham Burg (fungerende)  | 12. juli 2000     | 1. august 2000    | Arbejderpartiet |
| 8.  | Moshe Katsav               | 1. august 2000    | 25. januar 2007   | Likud           |
| −   | Dalia Itzik (fungerende)   | 25. januar 2007   | 15. juli 2007     | Kadima          |
| 9.  | Shimon Peres               | 15. juli 2007     | 24. juli 2014     | Kadima          |
| 10. | Reuven Rivlin              | 24. juli 2014     | 9. juli 2021      | Likud           |
| 11. | Isaac Herzog               | 9. juli 2021      | siddende          | Likud           |

## Fodnoter
1. ↑  David Ben-Gurion var Formand for det Provisoriske Statsråd.
2. ↑  Chaim Weizmann var Formand for det Provisoriske Statsråd i perioden 17. maj 1948 − 17. februar 1949. Den 17. februar 1949 blev han Israels første præsident.
3. ↑  I 1968 fusionerede Mapai med flere andre partier og dannede det israelske Arbejderparti)
4. ↑  Moshe Katsav blev suspenderet fra stillingen 27. januar 2007. Dalia Itzik blev fungerende præsident 25. januar 2007. Hun blev den første kvinde som har haft dette embede i Israels historie.